# Nuis (Westerkwartier)
Nuis (en groningois : Nuus) est un village de la commune néerlandaise de Westerkwartier, situé dans la province de Groningue. 

## Géographie
Le village est situé entre Marum et Niebert, à 15 km au sud-ouest de Groningue.

## Histoire
Nuis fait partie de la commune de Marum avant le 1er janvier 2019, date à laquelle celle-ci est rattachée à la nouvelle commune de Westerkwartier.

## Démographie
En 2018, le village comptait 738 habitants.